# جوردن ويليس (لاعب هوكي الجليد)
جوردن ويليس هو لاعب هوكي الجليد كندي، ولد في 28 فبراير 1975 في كينكاردين في كندا.

## وصلات خارجية
- جوردن ويليس على موقع دوري الهوكي الوطني (الإنجليزية)
- جوردن ويليس على موقع قاعة مشاهير الهوكي (لاعب أن.إتش.أل) (الإنجليزية)
- جوردن ويليس على موقع EliteProspects.com (الإنجليزية)
- جوردن ويليس على موقع HockeyDB.com (الإنجليزية)
- جوردن ويليس على موقع Hockey-Reference.com (الإنجليزية)